# Суворов Георгій Дмитрович
Георгій Дмитрович Суво́ров (17 травня 1919, Саратов, РРФСР — †12 жовтня 1984, Донецьк) — математик, член-кореспондент АН УРСР (з 1969); в Україні з 1965; засновник кількох нових напрямків в математиці і топології.

## Біографія
Уродженець г.Саратова (РРФСР), Г. Д. Суворов закінчив фізико-математичний факультет Томського державного університету в червні 1941. 1941 —1946 провів на службі в автодорожніх військах Радянської Армії (зараз Інженерні війська) і в «Особливому загоні підводно — технічних робіт», де служив військовим водолазом до травня 1946. За військову службу був нагороджений трьома медалями.
З жовтня 1946 навчався в аспірантурі Томського державного університету зі спеціалізацією в теорії функцій комплексної змінної під керівництвом П. П. Куфарева. Результатом науково-дослідної роботи цього періоду стала захищена y 1951 кандидатська дисертація, присвячена розгорнутій теорії простих кінців (англ. Theory of prime ends) послідовності областей, що сходяться до ядра. У подальших наукових дослідженнях Г. Д. Суворов встановив деякі метричні і топологічні властивості, загальні для конформних, квазіконформних, гармонійних та інших відображень, що лягло в основу його докторської дисертації «Основные свойства некоторых классов топологических отображений плоских областей с переменными границами», захищеної в Інституті математики СВ АН СРСР (СО АН СССР) у березні 1961 і висунула Г. Д. Суворова в число провідних фахівців в області теорії відображень. У 1961 був визнаний гідним премії ТДУ за наукову роботу.
У 1951  — 1966 Г. Д. Суворов працював асистентом, доцентом, професором, і потім завідувачем кафедри теорії функцій Томського державного університету. У 1965 був обраний членом-кореспондентом АН УРСР і переїхав в Донецьк. З 1966 очолив відділ теорії функцій Донецького обчислювального центру АН УРСР. Одночасно з дослідженнями в Донецькому Обчислювальному центрі Г. Д. Суворов керував і науковою роботою у Донецькому державному університеті.
Крім інтересу до математики, Г. Д. Суворов захоплювався нумізматикою, лижними та велосипедними прогулянками, зібрав велику колекцію медалей і книг.

## Досягнення в галузі математиці
Г. Д. Суворов сформував дві нові наукові напрями в теорії аналітичних функцій і на її стику з теоретико-множинної топології.
У вивченні класів плоских і просторових відображень з обмеженим інтегралом Діріхле, де Г. Д. Суворов разом з учнями встановив глобальні двосторонні оцінки спотворення відносних відстаней і розвинув закінчену теорію простих решт послідовності областей, що сходяться до невироджених ядра. Теорія відображень просторових областей з обмеженим інтегралом Діріхле викладена в монографії Г. Д. Суворова «Обобщенный 'принцип длины и площади' в теории отображений».
Працюючи в галузі топології граничної відповідності при конформному відображенні, Г. Д. Суворов виділив конформно-інваріантні бікомпактні розширення плоскою однозв'язної області та виявив, що безліч всіх конформно-інваріантних бікомпактних розширень області нескінченно, описавши їх сукупність в термінах теорії структур.

## Педагогічна діяльність
Г. Д. Суворов приділяв багато енергії підготовці висококваліфікованих математичних кадрів, був головою шести Донецьких колоквіумів з теорії квазіконформних відображень, їх узагальнень і застосувань.
Принципи своєї педагогічної діяльності він виклав в 1964 у статті «О роли разных форм обучения и стимулирования студенческого научного творчества» і в монографії «Об искусстве математического исследования».

## Список друкованих праць Г.Д.Суворова

### Монографії
- «Семейства плоских топологических отображений», Новосибирск: Изд-во СО АН СССР, 1965;
- «Метрическая теория простых концов и граничные свойства плоских отображений с ограниченными интегралами Дирихле», Киев: Изд-во Наукова Думка, 1981;
- «Полные решетки конформно-инвариантных компактифакций области», Киев: Изд-во Наукова Думка, 1982 (совм. з О. І. Івановим);
- "'Обобщенный принцип длины и площади' в теории отображений ", Киев: Изд-во Наукова Думка, 1985;
- «Простые концы и последовательности плоских отображений», Киев: Изд-во Наукова Думка, 1986;
- «Об искусстве математического исследования», Донецк: Изд-во ТЕАН, 1999.

### Статті
Найповніший список друкованих робіт Г. Д. Суворова опубліковано в кн. Н. Н. Круликовский, В. Ф. Галло. «Георгий Дмитриевич Суворов. Биография, указатель трудов.» Томский государственный университет, Томск 1998.

## Нагороди
Медаль «За оборону Москви». Медаль «За перемогу над Німеччиною у Великій Вітчизняній війні 1941—1945 рр.». Медаль «За перемогу над Японією».